# Люко Дашвар
Люко Дашвар (настоящее имя Ирина Ивановна Чернова; род. 3 октября 1957 года, Херсон) — украинская писательница, сценарист, журналист.
Лауреат литературной премии Коронация слова: в 2007 году роман «Село не люди» получил II премию и премию «Дебюта года» от книжного портала «Друг Читателя», в 2008 за «Молоко с кровью» (или «Каприз») стала дипломантом конкурса, а в 2009-м её роман «Рай. Центр» получил диплом «Выбор издателей».

## Биография
Имеет два высших образования: Одесский технологический институт пищевой промышленности (инженер-механик), Академия государственного управления при Президенте Украины (магистр государственного управления).
После получения первого высшего образования (технического), работала по инженерной специальности, вышла замуж, родила детей. Потом уволилась и пошла работать учётчиком писем в газету. Через полгода работы в газете стала заместителем главного редактора.
В журналистике с 1986 года.
С 1991 года — главный редактор херсонской молодёжной газеты.
После распада СССР занимала должность председателя комитета по делам прессы и информации Херсонской областной государственной администрации. Освободившись, основала две собственные газеты в Херсоне, редакцию которых разграбили. После этого переезжает вместе с семьёй в Киев.
С 2001 года главный редактор газеты «Крестьянская заря». Именно это время писательница определяет как незабываемый жизненный опыт. Некоторое время работала журналистом и редактором женских журналов.
Далее окончила курсы сценарного мастерства голливудского профессора Ричарда Креволина. Известно, что писательница также училась в школе практической журналистики и на курсах по нейролингвистическому программированию.
С 2006 года занимается исключительно литературной деятельностью и написанием сценариев.

## Творческая деятельность
Начала с написания сценариев для кино: «ЛунаОдесса» и «Время — это все».
Третий роман автора «РАЙ.Центр» стал дипломантом конкурса «Коронация слова 2009» в категории «Выбор издателей».
Осенью 2010 года вышел четвёртый роман писательницы «Иметь все».
Общий тираж книг писательницы составляет уже более 800 тысяч экземпляров. В связи с этим многие украинские СМИ объявили автора «самой тиражной писательницей страны».
В 2010 году конкурс «Коронация слова» предоставил писательнице официальный статус «Золотого автора» — автора, чьи произведения проданы тиражом более 100 тысяч экземпляров.
В период с 2011 по 2012 г. автор презентует трилогию «Битые есть» — серия, состоящая из трёх романов, каждый из которых описывает дальнейшую жизнь одного из трёх ребят — героев романа «РАЙ.Центр» — Макара, Макса и Гоцика.
В августе 2015 года официальной facebook-страницей Клуба Семейного Досуга (КСД) был анонсирован выход нового романа Люко Дашвар к Форуму Издателей во Львове, который прошёл с 9 по 13 сентября 2015 года.
Все книги печатало харьковское издательство «Клуб семейного досуга».
В 2012 году она получила награду «Золотой писатель Украины».
Пишет сценарии для сериалов.
2 февраля 2016 года состоялась официальная презентация книги Покров и встреча с автором в Киеве
По словам самой Люко Дашвар, прототипы литературных героев и сюжетов, в основном, услышанные или увиденные писательницей явления реальной жизни.

## Произведения
- «Село не люди» (2007)
- «Молоко с кровью» (2008)
- «Рай. Центр» (2009)
- «Мати все» (2010)
- Трилогия «Биті Є»:

1. «Битые есть. Макар» (2011)
2. «Битые есть. Макс» (2012)
3. «Битые есть. Гоцик» (2012)

- «На запах мяса» (2013)
- «Покров» (2015)
- «Инициация» (2018)
- «Галя без голови» (2020)
- «Село не люди 2. Добити свідка» (2021)

### Интервью
- «Я боялась пополнить ряды женщин-писательниц, потому что имею к ним очень настороженное отношение»
- Писательница Украины, которую больше всего выдают, рассказала Корреспондент.net о новой книге.
- Хабаров Андрей. Люко Дашвар: «мати всіх» // Зеркало недели. — 2010. — № 49.
- «Писала и пишу о том, что для меня является важным»
- Псевдо образовано из имен дорогих мне людей
- «А почему вы считаете, что в современной украинской литературе чего-то не хватает?»
- Считаю себя украинкой, но не собираюсь отказываться от русского
- Чат с Люко Дашвар